# Heringocena schroederi
Heringocena schroederi är en fjärilsart som beskrevs av Pierre E.L. Viette 1980. Heringocena schroederi ingår i släktet Heringocena och familjen snigelspinnare. Inga underarter finns listade i Catalogue of Life.